# L'Arme absolue (film)
 (septembre 2017).
Si vous disposez d'ouvrages ou d'articles de référence ou si vous connaissez des sites web de qualité traitant du thème abordé ici, merci de compléter l'article en donnant les références utiles à sa vérifiabilité et en les liant à la section « Notes et références ».
Pour les articles homonymes, voir L'Arme absolue.
L'Arme absolue ou Black Eagle - L'Arme absolue (Black Eagle) est un film américain réalisé par Eric Karson en 1988.

## Synopsis
Les restes d'un bombardier abattu lors d'une mission punitive au Moyen-Orient contre une base terroriste dorment paisiblement quelque part dans la mer Méditerranée. A son bord l'objet de toutes les convoitises, un système hautement perfectionné pour que les missiles ne ratent jamais leur but. La C.I.A. et le KGB envoient chacun leur meilleur agent pour s'emparer du précieux objet...

## Fiche Technique
- Titre original : Black Eagle
- Réalisateur : Eric Karson
- Durée : 90 minutes
- Date de sortie : 
  - France : 28 décembre 1988
- Format: 35mm - Mono - 1.77:1
- Durée: 93 minutes (version cinéma) - 104 minutes (version director's cut)

## Distribution
- Sho Kosugi (VF : Bernard Tiphaine): L'invincible ninja Ken Tani
- Jean-Claude Van Damme (VF : Luc Bernard) : Andreï Tayelahc
- Doran Clark : Patricia Parker
- Bruce French (VF : Bernard Bollet) : Père Joseph Bedelia

## Tournage
- Le tournage a eu lieu à Malte de juin à août 1987.